# Aldo Manganaro
Aldo Domenico Manganaro (San Cataldo, 24 aprile 1971) è un ex atleta paralimpico italiano ipovedente.

## Biografia
Ipovedente (cat. B3, poi T12 e infine T13), ha intrapreso la sua carriera in campo internazionale ai Giochi paralimpici di Seul nel 1988, a diciassette anni. In quella circostanza ha gareggiato, oltre che nella velocità, anche nel salto in lungo e nel salto triplo, ottenendo in entrambe le discipline risultati lusinghieri.
Ben presto però si è dedicato interamente alle gare di velocità, sia singolarmente (100, 200 e 400 metri piani), sia nelle staffette 4×100 e 4×400 metri; nel corso di cinque edizioni dei Giochi paralimpici, nonché di varie competizioni mondiali ed europee, ha conquistato medaglie in ogni specialità. Il suo curriculum comprende nove medaglie paralimpiche (3 d'oro, 2 d'argento e 4 di bronzo) ed è il primo atleta con disabilità visiva ad aver superato i 100 metri piani in meno di 11 secondi.
Aldo Manganaro ha ricevuto per i suoi meriti le massime onorificenze del CONI ed è stato nominato commendatore dal Presidente della repubblica Carlo Azeglio Ciampi nel 2000, dopo le affermazioni ai Giochi di Sydney. Si è ritirato nel 2004, dopo le Paralimpiadi di Atene.

## Palmarès
| Anno | Manifestazione       | Sede       | Evento            | Risultato | Prestazione | Note  |
| ---- | -------------------- | ---------- | ----------------- | --------- | ----------- | ----- |
| 1988 | Giochi paralimpici   | Seul       | 100 m piani B3    | Bronzo    | 11"36       |       |
| 1988 | Giochi paralimpici   | Seul       | Salto in lungo B3 | 5º        | 6"15        |       |
| 1988 | Giochi paralimpici   | Seul       | Salto triplo B3   | 4º        | 11"87       |       |
| 1990 | Mondiali IBSA        | Assen      | 100 m piani B3    | Argento   |             |       |
| 1990 | Mondiali IBSA        | Assen      | 4×100 m B1-3      | Argento   |             |       |
| 1990 | Mondiali IBSA        | Assen      | 4×400 m B1-3      | Argento   |             |       |
| 1991 | Europei IBSA         | Caen       | 100 m piani B3    | Oro       |             |       |
| 1991 | Europei IBSA         | Caen       | 4×100 m B1-3      | Argento   |             |       |
| 1992 | Giochi paralimpici   | Barcellona | 100 m piani B3    | Oro       | 11"31       |       |
| 1992 | Giochi paralimpici   | Barcellona | 200 m piani B3    | Argento   | 23"42       |       |
| 1992 | Giochi paralimpici   | Barcellona | 4×400 B1-3        | Bronzo    | 3'28"44     | [ 4 ] |
| 1993 | Europei IBSA         | Dublino    | 100 m piani B3    | Oro       |             |       |
| 1993 | Europei IBSA         | Dublino    | 200 m piani B3    | Argento   |             |       |
| 1994 | Mondiali paralimpici | Berlino    | 100 m piani B3    | Oro       |             |       |
| 1994 | Mondiali paralimpici | Berlino    | 200 m piani B3    | Argento   |             |       |
| 1995 | Europei IBSA         | Valencia   | 100 m piani B3    | Oro       |             |       |
| 1995 | Europei IBSA         | Valencia   | 200 m piani B3    | Oro       |             |       |
| 1995 | Europei IBSA         | Valencia   | 400 m piani B3    | Oro       |             |       |
| 1996 | Giochi paralimpici   | Atlanta    | 100 m piani T12   | Oro       | 11"01       | [ 5 ] |
| 1996 | Giochi paralimpici   | Atlanta    | 200 m piani T12   | Argento   | 22"74       |       |
| 1996 | Giochi paralimpici   | Atlanta    | 400 m piani T12   | Bronzo    | 52"11       |       |
| 1997 | Europei IBSA         | Riccione   | 100 m piani T12   | Oro       |             |       |
| 1997 | Europei IBSA         | Riccione   | 200 m piani T12   | Oro       |             |       |
| 1997 | Europei IBSA         | Riccione   | 400 m piani T12   | Oro       |             |       |
| 1997 | Europei IBSA         | Riccione   | 4×100 m T10-12    | Oro       |             | [ 6 ] |
| 1998 | Mondiali IBSA        | Madrid     | 100 m piani T13   | Oro       |             |       |
| 1998 | Mondiali IBSA        | Madrid     | 200 m piani T13   | Oro       |             |       |
| 1998 | Mondiali IBSA        | Madrid     | 4×100 m T11/T13   | Oro       | 44"81       | [ 6 ] |
| 2000 | Giochi paralimpici   | Sydney     | 100 m piani T13   | Bronzo    | 11"46       |       |
| 2000 | Giochi paralimpici   | Sydney     | 4×100 m T11-13    | Oro       | 44"77       | [ 6 ] |

## Onorificenze
Medaglie CONI:
- 1988: Medaglia d'argento CONI: 3º classificato alle Paralimpiadi 100 m piani;
- 1990 Medaglia d'argento CONI: 2º classificato nel campionato mondiale staffetta 4×100, 4×400 e 100 m piani;
- 1991 Medaglia di bronzo CONI: 2º classificato nel campionato europeo staffetta 4×100;
- 1991 Medaglia d'argento CONI: campione europeo 100 m piani;
- 1992 Medaglia d'oro CONI: campione paralimpico 100 m piani;
- 1992 Medaglia d'argento CONI: 2º e 3º classificato alle Paralimpiadi 200 m piani e staffetta 4×400;
- 1993 Medaglia d'argento CONI: campione europeo 100 m piani;
- 1993 Medaglia di bronzo CONI: 2º classificato nel campionato europeo 200 m piani;
- 1994 Medaglia d'oro CONI: campione mondiale 100 m piani;
- 1995 Medaglia d'argento CONI: campione europeo 100 m, 200 m e 400 m piani;
- 2000 Diploma d'Onore CONI: campione paralimpico staffetta 4×100 e 100 m piani;[8]